# Hell's Kitchen (programa de televisión de Estados Unidos)
Hell's Kitchen es un reality show gastronómico estadounidense creado por Fox y presentado por Gordon Ramsay. El formato viene del programa original británico también titulado Hell's Kitchen y transmitido por ITV1. Esta producción planteó que 12 a 20 participantes competirán por ser el mejor chef divididos en 2 equipos. El programa se estrenó el 30 de mayo de 2005 en Estados Unidos, y actualmente está emitiéndose.
En Latinoamérica, la serie se estrenó primeramente en el canal Casa Club TV, el 15 de abril de 2008, desde la primera hasta la cuarta temporada. La quinta temporada es la única temporada sin transmitirse en Latinoamérica. Luego se estrenó el 1 de noviembre de 2011 en el canal Travel & Living Channel, desde la sexta temporada en adelante. Actualmente, se emiten nuevos episodios de la duodécima temporada (2018) por Home & Health.
En España, la serie estrenó el 5 de febrero de 2012 en el canal Discovery Max. No obstante, hasta el momento solamente se emite la primera temporada. Cosmopolitan TV estrenó también la serie, pero desde la décima temporada.
Las primeras 18 temporadas se produjeron en un almacén modificado en Los Ángeles que incluía el restaurante, instalaciones de cocina doble y un dormitorio donde residían los concursantes mientras estaban en el programa. En febrero de 2019, Fox renovó la serie para una decimonovena y vigésima temporada, esta vez para ser filmada en el restaurante Hell's Kitchen en Las Vegas, Nevada. El 26 de febrero de 2019 se anunció que el programa había sido renovado para una decimonovena y vigésima temporada. Ambas temporadas fueron filmadas en 2019 antes de la pandemia de COVID-19 en el restaurante Hell's Kitchen en Las Vegas, Nevada. El 1 de febrero de 2022, la serie fue renovada para una vigésima primera y vigésima segunda temporada. El 26 de marzo de 2024, la serie fue renovada para una vigésima tercera y vigésima cuarta temporada.

## Formato
La versión estadounidense de Hell's Kitchen sigue el formato de la versión del Reino Unido, aunque el show se graba y no se transmite en directo, ni hay participación de la audiencia en la eliminación de los chefs. Cada temporada trae entre 12 a 20 aspirantes a chefs a las cocinas de Hell's Kitchen. Los chefs son divididos en dos equipos comúnmente por el género, con las mujeres en el equipo rojo y los hombres en el azul, hasta que sólo cinco o seis chefs continúan en competencia, los que se unen en un solo equipo con delantales negros, aunque ahora compitiendo individualmente.
Cada episodio incluye comúnmente un reto y un servicio de cena, tras lo cual un chef es eliminado del juego. En los desafíos, los equipos o los cocineros individuales tienen la tarea de un desafío de cocina por Gordon Ramsay. El tipo de retos son variados, que van desde la preparación de alimentos, hasta las pruebas de sabor. Cada temporada incluye comúnmente uno o más desafíos que permite a los equipos la construcción de varios platos, ya sea para un banquete que se celebrará en el próximo servicio de cena o como parte de diseñar sus propios menús.
El chef ganador recibe dos premios, incluyendo la oportunidad de trabajar como jefe de cocina o chef ejecutivo en un restaurante elegido por Ramsay, así como un premio en efectivo de $ 250.000.

## Reparto
Gordon Ramsay es el jefe de cocina. Jason Thompson es el narrador. Jean-Philippe Susilovic es el maître d'hôtel, proviene de Petrus, uno de los restaurantes londinenses de Ramsay y apareció en las primeras siete temporadas y luego regresó para la temporada 11. Se fue después de la temporada 12 y fue reemplazado por Marino Monferrato para la temporada 13 hasta la actualidad. James Lukanik reemplazó a Susilovic para las temporadas 8-10. Cada equipo también cuenta con los servicios de uno de los dos subchef. La ganadora de la temporada 10, Christina Wilson, es la actual subchef del Equipo Rojo y el subcampeón de la temporada 7, Jason "Jay" Santos, asumirá el cargo de Jocky como sunchef del Equipo Azul a partir de la decimonovena temporada.
Los subchefs anteriores fueron Mary Ann Salcedo, Gloria Felix, la ganadora de la segunda temporada Heather West, Scott Leibfried, James Avery, Aaron Mitrano, Andi Van Willigan y James "Jocky" Petrie. En la temporada 15, Wilson reemplazó a Van Willigan-Cutspec, quien se estaba casando en el momento de la filmación, pero regresó para un episodio cuando su recepción fue una de las cenas temáticas de esa temporada. Van-Willigan regresó en la temporada 16 pero fue reemplazado por Wilson nuevamente para la temporada 17 en adelante debido a razones personales.
| Nombre                  | Temporadas | Temporadas  | Temporadas | Temporadas | Temporadas | Temporadas | Temporadas  | Temporadas | Temporadas | Temporadas  | Temporadas | Temporadas | Temporadas | Temporadas | Temporadas | Temporadas | Temporadas | Temporadas | Temporadas | Temporadas | Temporadas | Temporadas |  |
| Nombre                  | 1          | 2           | 3          | 4          | 5          | 6          | 7           | 8          | 9          | 10          | 11         | 12         | 13         | 14         | 15         | 16         | 17         | 18         | 19         | 20         | 21         | 22         |  |
| Chef                    | Chef       | Chef        | Chef       | Chef       | Chef       | Chef       | Chef        | Chef       | Chef       | Chef        | Chef       | Chef       | Chef       | Chef       | Chef       | Chef       | Chef       | Chef       | Chef       | Chef       | Chef       | Chef       |  |
| ----------------------- | ---------- | ----------- | ---------- | ---------- | ---------- | ---------- | ----------- | ---------- | ---------- | ----------- | ---------- | ---------- | ---------- | ---------- | ---------- | ---------- | ---------- | ---------- | ---------- | ---------- | ---------- | ---------- |  |
| Gordon Ramsay           | Principal  | Principal   | Principal  | Principal  | Principal  | Principal  | Principal   | Principal  | Principal  | Principal   | Principal  | Principal  | Principal  | Principal  | Principal  | Principal  | Principal  | Principal  | Principal  | Principal  | Principal  | Principal  |  |
| Sous Chefs (Subchefs)   |            |             |            |            |            |            |             |            |            |             |            |            |            |            |            |            |            |            |            |            |            |            |  |
| Equipo Azul             |            |             |            |            |            |            |             |            |            |             |            |            |            |            |            |            |            |            |            |            |            |            |  |
| Scott Leibfried         | Principal  | Principal   | Principal  | Principal  | Principal  | Principal  | Principal   | Principal  | Principal  | Principal   |            |            |            |            |            |            |            |            |            |            |            |            |  |
| James Avery             |            |             |            |            |            |            |             |            |            |             | Principal  | Principal  | Principal  | Principal  |            |            |            |            |            |            |            |            |  |
| Aaron Mitrano           |            |             |            |            |            |            |             |            |            |             |            |            |            |            | Principal  | Principal  |            |            |            |            |            |            |  |
| James "Jocky" Petrie    |            |             |            |            |            |            |             |            |            |             |            |            |            |            |            |            | Principal  | Principal  |            |            |            |            |  |
| Jason "Jay" Santos      |            |             |            |            |            |            | Concursante |            |            | Invitado    |            |            | Invitado   |            |            |            |            |            | Principal  | Principal  | Principal  | Principal  |  |
| Equipo Rojo             |            |             |            |            |            |            |             |            |            |             |            |            |            |            |            |            |            |            |            |            |            |            |  |
| Mary-Ann Salcedo        | Principal  | Principal   | Principal  |            |            |            |             |            |            |             |            |            |            |            |            |            |            |            |            |            |            |            |  |
| Gloria Felix            |            |             |            | Principal  | Principal  |            |             |            |            |             |            |            |            |            |            |            |            |            |            |            |            |            |  |
| Heather West            |            | Concursante | Invitado   |            | Invitado   | Principal  |             |            |            |             |            |            |            |            |            |            |            |            |            |            |            |            |  |
| Andi Van Willigan       |            |             |            |            |            |            | Principal   | Principal  | Principal  | Principal   | Principal  | Principal  | Principal  | Principal  | Invitado   | Principal  |            |            |            |            |            |            |  |
| Christina Wilson        |            |             |            |            |            |            |             |            |            | Concursante | Invitado   | Invitado   | Invitado   | Invitado   | Principal  | Invitado   | Principal  | Principal  | Principal  | Principal  | Principal  | Principal  |  |
| Maître d'hôtel          |            |             |            |            |            |            |             |            |            |             |            |            |            |            |            |            |            |            |            |            |            |            |  |
| Jean-Philippe Susilovic | Principal  | Principal   | Principal  | Principal  | Principal  | Principal  | Principal   |            |            |             | Principal  | Principal  |            |            |            |            |            |            |            |            |            |            |  |
| James Lukanik           |            |             |            |            |            |            |             | Principal  | Principal  | Principal   |            |            |            |            |            |            |            |            |            |            |            |            |  |
| Marino Monferrato       |            |             |            |            |            |            |             |            |            |             | Invitado   |            | Principal  | Principal  | Principal  | Principal  | Principal  | Principal  | Principal  | Principal  | Principal  | Principal  |  |

## Temporadas
| Temporada | Emisión en Estados Unidos (FOX)                  | Emisión en Latinoamérica (Casa Club TV/TLC)      | Emisión en España (Discovery Max/Cosmo TV) | Participantes | Episodios | Ganador(a)            |
| --------- | ------------------------------------------------ | ------------------------------------------------ | ------------------------------------------ | ------------- | --------- | --------------------- |
| 1         | 30 de mayo de 2005 1 de agosto de 2005           | 15 de abril de 2008 24 de junio de 2008          | 5 de febrero de 2012 15 de abril de 2012   | 12            | 11        | Michael Wray          |
| 2         | 12 de junio de 2006 14 de agosto de 2006         | 16 de septiembre de 2008 18 de noviembre de 2008 | Temporada no transmitida                   | 12            | 11        | Heather West          |
| 3         | 4 de junio de 2007 13 de agosto de 2007          | 4 de marzo de 2009 13 de mayo de 2009            | Temporada no transmitida                   | 12            | 11        | Rahman "Rock" Harper  |
| 4         | 1 de abril de 2008 8 de julio de 2008            | 23 de marzo de 2010 29 de junio de 2010          | Temporada no transmitida                   | 15            | 15        | Christina Machamer    |
| 5         | 29 de enero de 2009 14 de mayo de 2009           | Temporada no transmitida                         | Temporada no transmitida                   | 16            | 15        | Daniel "Danny" Veltri |
| 6         | 21 de julio de 2009 13 de octubre de 2009        | 1 de noviembre de 2011 7 de febrero de 2012      | Temporada no transmitida                   | 17            | 15        | David "Dave" Levey    |
| 7         | 1 de junio de 2010 10 de agosto de 2010          | 5 de julio de 2012 11 de octubre de 2012         | Temporada no transmitida                   | 16            | 16        | Holli Ugalde          |
| 8         | 22 de septiembre de 2010 15 de diciembre de 2010 | 10 de junio de 2013 16 de septiembre de 2013     | Temporada no transmitida                   | 16            | 16        | Nona Sivley           |
| 9         | 18 de julio de 2011 19 de septiembre de 2011     | 25 de julio de 2014 23 de octubre de 2014        | Temporada no transmitida                   | 18            | 16        | Paul Niedermann       |
| 10        | 4 de junio de 2012 10 de septiembre de 2012      | 8 de octubre de 2015 25 de febrero de 2016       | Temporada no transmitida                   | 18            | 20        | Christina Wilson      |
| 11        | 12 de marzo de 2013 25 de julio de 2013          | 2016                                             | 9 de marzo de 2015 7 de abril de 2015      | 20            | 22        | Ja'Nel Witt           |
| 12        | 13 de marzo de 2014 24 de julio de 2014          | 3 de abril de 2018                               | 8 de abril de 2015                         | 20            | 20        | Scott Commings        |
| 13        | 10 de septiembre de 2014 17 de diciembre de 2014 | Por anunciarse                                   | 30 de mayo de 2016                         | 18            | 16        | La Tasha McCutchen    |
| 14        | 3 de marzo de 2015 9 de junio de 2015            | Por anunciarse                                   | Por anunciarse                             | 18            | 16        | Meghan Gill           |
| 15        | 15 de enero de 2016 29 de abril de 2016          | Por anunciarse                                   | Por anunciarse                             | 18            | 16        | Ariel Malone          |
| 16        | 23 de septiembre de 2016 2 de febrero de 2017    | Por anunciarse                                   | Por anunciarse                             | 18            | 16        | Kimberly-Ann Ryan     |
| 17        | 29 de septiembre de 2017 2 de febrero de 2018    | Por anunciarse                                   | Por anunciarse                             | 16            | 16        | Michelle Tribble      |
| 18        | 28 de septiembre de 2018 8 de febrero de 2019    | Por anunciarse                                   | Por anunciarse                             | 16            | 16        | Ariel Contreras-Fox   |
| 19        | 7 de enero de 2021 22 de abril de 2021           | Por anunciarse                                   | Por anunciarse                             | 18            | 16        | Kory Sutton           |
| 20        | 30 de mayo de 2021 13 de septiembre de 2021      | Por anunciarse                                   | Por anunciarse                             | 18            | 16        | Trenton Garvey        |
| 21        | 29 de septiembre de 2022 9 de febrero de 2023    | Por anunciarse                                   | Por anunciarse                             | 18            | 16        | Alex Belew            |
| 22        | 28 de septiembre de 2023 25 de enero de 2024     | Por anunciarse                                   | Por anunciarse                             | 18            | 16        | Ryan O'Sullivan       |

## Participantes por temporada

### Temporada 1 (2005)
| Nombre             | Procedencia      | Edad | Ocupación            | Información   |
| ------------------ | ---------------- | ---- | -------------------- | ------------- |
| Michael Wray       | Fort Collins     | 27   | Chef profesional     | Ganador       |
| Ralph Pagano       | Livingston       | 36   | Chef profesional     | Finalista     |
| Jessica Cabo       | Huntington       | 26   | Cazatalentos         | 9.ª expulsada |
| Elsie Ramos        | Maywood          | 40   | Madre de familia     | 8.ª expulsada |
| Jimmy Casey        | Williston Park   | 25   | Gerente de compras   | 7.° expulsado |
| Andrew Bonito      | Livingstone      | 24   | Asistente de oficina | 6.° expulsado |
| Chris North        | Yorktown Heights | 34   | Chef ejecutivo       | 5.° expulsado |
| Mary Ellen Daniels | Belmont          | 37   | Bartender            | 4.° expulsada |
| Wendy Liu          | Millburn         | 32   | Gerente de cuentas   | 3.° expulsada |
| Jeff LaPoff        | Orange           | 28   | Gerente de finanzas  | Abandonó      |
| Jeffrey Dewberry   | Stockbridge      | 33   | Repostero            | 2.° expulsado |
| Carolann Valentino | Dallas           | 33   | Asistente            | 1.° expulsada |

### Temporada 2 (2006)
| Nombre           | Procedencia    | Edad | Ocupación              | Información   |
| ---------------- | -------------- | ---- | ---------------------- | ------------- |
| Heather West     | Port Jefferson | 25   | Sous Chef              | Ganadora      |
| Virginia Dalbeck | New York City  | 25   | Chef de ensaladas      | Finalista     |
| Keith Greene (†) | Southampton    | 28   | Chef/bartender         | 9.° expulsado |
| Sara Horowitz    | Dallas         | 31   | Gerente                | 8.° expulsada |
| Garrett Telle    | Cedar Park     | 27   | Cocinero de prisión    | 7.° expulsado |
| Maribel Miller   | Brooklyn       | 31   | Chef en cafetería      | 6.° expulsada |
| Rachel Brown (†) | Dallas         | 39   | Chef personal          | 5.° expulsada |
| Tom Pauley (†)   | Belleville     | 43   | Corredor de bolsa      | 4.° expulsado |
| Giacomo Alfieri  | Euless         | 21   | Chef de pizzas         | 3.° expulsado |
| Gabe Gagliardi   | Chicago        | 27   | Ejecutivo de marketing | 2.° expulsado |
| Larry Sik        | Arlington      | 38   | Pescador               | Abandonó      |
| Polly Holladay   | Ben Franklin   | 43   | Abastecedora           | 1.° expulsada |

### Temporada 3 (2007)
| Nombre          | Procedencia             | Edad | Ocupación                 | Información                     |
| --------------- | ----------------------- | ---- | ------------------------- | ------------------------------- |
| Rock Harper     | Spotsylvania Courthouse | 30   | Chef ejecutivo            | Ganador                         |
| Bonnie Muirhead | Santa Mónica            | 26   | Ama de casa/chef personal | Finalista                       |
| Jen Yemola      | Hazelton                | 26   | Repostera                 | 8.° expulsada                   |
| Julia Williams  | Atlanta                 | 28   | Cocinera                  | 7.° expulsada                   |
| Josh Wahler     | Miami Beach             | 26   | Sous chef                 | Expulsado en mitad del servicio |
| Brad Miller     | Scottsdale              | 25   | Sous chef                 | 6.° expulsado                   |
| Melissa Firpo   | New York City           | 29   | Cocinera estándar         | 5.° expulsada                   |
| Vinnie Fama     | Milltown                | 29   | Chef en club nocturno     | 4.° expulsado                   |
| Joanna Dunn     | Detroit                 | 22   | Chef asistente            | 3.° expulsada                   |
| Aaron Song (†)  | Rancho Palos Verdes     | 48   | Chef retirado             | Abandonó                        |
| Eddie Langley   | Atlanta                 | 28   | Parrillero                | 2.° expulsado                   |
| Tiffany Nagel   | Scottsdale              | 27   | Directora de cocina       | 1.° expulsada                   |

### Temporada 4 (2008)
| Nombre                  | Procedencia   | Edad | Ocupación                     | Información    |
| ----------------------- | ------------- | ---- | ----------------------------- | -------------- |
| Christina Machamer      | St. Louis     | 25   | Estudiante culinaria          | Ganadora       |
| Louis Petrozza (†)      | Charlotte     | 47   | Director de banquetes         | Finalista      |
| Corey Earling           | Brooklyn      | 25   | Chef privada                  | 12.° expulsada |
| Jen Gavin               | Chicago       | 24   | Dispensadora                  | 11.° expulsada |
| Bobby Anderson          | Niagara Falls | 37   | Chef ejecutivo                | 10.° expulsado |
| Matt Sigel              | Pine Hill     | 35   | Sous chef                     | 9°. expulsado  |
| Louross Edralin         | Las Vegas     | 24   | Chef de hotel                 | 8º. expulsado  |
| Rosann Fama             | Staten Island | 33   | Cocinera formal/recepcionista | 7ª. expulsada  |
| Ben Caylor              | Charlotte     | 29   | Chef/electricista             | 6.° expulsado  |
| Shayna Raichilson-Zadok | Buffalo       | 28   | Dueña de empresa de banquetes | 5.º expulsada  |
| Vanessa Gunnell         | Bozeman       | 31   | Cocinera                      | Abandonó       |
| Craig Schneider         | Coram         | 30   | Sous chef                     | 4.º expulsado  |
| Jason Underwood         | Youngstown    | 29   | Sous chef                     | 3.er expulsado |
| Sharon Stewart          | Las Vegas     | 31   | Chef de servicio a cuarto     | 2.ª expulsada  |
| Dominic DiFrancesco     | Catawba       | 43   | Amo de casa                   | 1.er expulsado |

### Temporada 5 (2009)
| Nombre               | Procedencia    | Edad | Ocupación                  | Información                     |
| -------------------- | -------------- | ---- | -------------------------- | ------------------------------- |
| Danny Veltri         | Edgewater      | 23   | Chef ejecutivo             | Ganador                         |
| Paula DaSilva        | Coconut Creek  | 28   | Sous Chef                  | Finalista                       |
| Andrea Heinly        | Reading        | 30   | Cocinera de línea          | 10.° expulsada                  |
| Benjamin Ben Walanka | Chicago        | 26   | Sous Chef                  | 9.° expulsado                   |
| Robert Heese         | Quogue         | 29   | Sous Chef                  | Abandonó                        |
| Giovanni Fillipone   | Destin         | 37   | Chef ejecutivo             | 8.º expulsado                   |
| Carol Scott          | Knoxville      | 30   | Sous Chef                  | 7.ª expulsada                   |
| LA Limtiaco          | Las Vegas      | 22   | Cocinera de línea          | 6.ª expulsada                   |
| Lacey D'Angelo       | Charlotte      | 24   | Cocinera de buffet         | Expulsada en mitad del servicio |
| J Maxwell            | Clifton Park   | 32   | Chef profesional           | Expulsado en mitad del servicio |
| Coi Burruss          | Austin         | 22   | Chef en cafetería          | 5.º expulsada                   |
| Colleen Cleek        | Papillon       | 41   | Instructora culinaria      | 4.ª expulsada                   |
| Seth Levine          | New York City  | 27   | Chef privado de fiestas    | 3.er expulsado                  |
| Charlie McKay        | Las Vegas      | 24   | Chef                       | 2.º expulsado                   |
| Ji-Hyun Cha          | Palisades Park | 33   | Chef de banquetes          | Abandonó                        |
| Will Kocol           | Elgin          | 26   | Chef de control de calidad | 1.er expulsado                  |

### Temporada 6 (2009)
| Nombre              | Procedencia     | Edad | Ocupación                         | Información                     |
| ------------------- | --------------- | ---- | --------------------------------- | ------------------------------- |
| Dave Levey          | San Diego       | 32   | Chef ejecutivo                    | Ganador                         |
| Kevin Cottle        | Middletown      | 35   | Chef ejecutivo                    | Finalista                       |
| Ariel Contreras-Fox | Los Ángeles     | 27   | Sous Chef                         | 13.ª expulsada                  |
| Tennille Middleton  | Fairfax         | 28   | Chef ejecutiva                    | 12.ª expulsada                  |
| Suzanne Schlicht    | Milwaukee       | 24   | Sous Chef                         | 11.ª expulsada                  |
| Van Hurd            | Dallas          | 26   | Chef de pescados                  | 10.° expulsado                  |
| Sabrina Gresset     | Phoenix         | 34   | Directora de restaurante          | 9.ª expulsada                   |
| Andy Husbands       | Boston          | 39   | Chef ejecutivo                    | 8.º expulsado                   |
| Amanda Davenport    | New York City   | 27   | Sous chef                         | 7.ª expulsada                   |
| Robert Hesse        | Quogue          | 30   | Chef ejecutivo                    | 6.º expulsado                   |
| Jim McGloin         | Nashua          | 34   | Sous chef                         | 5.º expulsado                   |
| Tek Moore           | Greenwich       | 27   | Cocinera de línea                 | 4.ª expulsada                   |
| Lovely Jackson      | Chicago         | 23   | Chef de campo                     | 3.ª expulsada                   |
| Tony D'Alessandro   | Chicago         | 30   | Director de tienda culinaria      | 2.º expulsado                   |
| Joseph Tinnely      | Massapequa Park | 27   | Sous chef/Integrante de La Marina | Abandonó                        |
| Melinda Meaney      | Filadelfia      | 38   | Chef privada                      | 1.ª expulsada                   |
| Louie Cordio        | Fitchburg       | 45   | Dueño de restaurante              | Expulsado en mitad del servicio |

### Temporada 7 (2010)
| Nombre            | Procedencia      | Edad | Ocupación                          | Información                     |
| ----------------- | ---------------- | ---- | ---------------------------------- | ------------------------------- |
| Holli Ugalde      | San Bernardino   | 24   | Chef de banquetes                  | Ganadora                        |
| Jay Santos        | Melrose          | 32   | Chef ejecutivo                     | Finalista                       |
| Benjamin Knack    | Elmont           | 33   | Instructor culinario               | 12º. expulsado                  |
| Autumn Lewis      | Chicago          | 29   | Chef personal                      | 11.ª. expulsada                 |
| Jason Ellis       | Greenville       | 37   | Chef personal                      | 10º. expulsado                  |
| Ed Battaglia      | Burlington       | 28   | Profesor de cocina en preparatoria | 9°. expulsado                   |
| Nilka Hendricks   | Glen Cove        | 28   | Cocinera de línea                  | Expulsada en mitad del servicio |
| Fran Klier        | Rockville Center | 44   | Chef de banquetes                  | 8ª. expulsada                   |
| Siobhan Allgood   | Rockledge        | 25   | Chef ejecutiva en pub              | 7ª. expulsada                   |
| Salvatore Coppola | Monte di Procida | 35   | Chef de pizzas                     | 6º. expulsado                   |
| Scott Hawley      | Modesto          | 32   | Chef ejecutivo                     | 5º. expulsado                   |
| Maria Torrisi     | Scranton         | 29   | Supervisora de cocina              | 4ª. expulsada                   |
| Jamie Bisoulis    | Chicago          | 26   | Sous chef                          | 3ª. expulsada                   |
| Mikey Termini     | Santa Cruz       | 29   | Cocinero de línea                  | 2º. expulsado                   |
| Andrew Forster    | West Babylon     | 28   | Granjero                           | Abandonó                        |
| Stacey Slichta    | Buffalo          | 38   | Chef privada                       | 1ª. expulsada                   |

### Temporada 8 (2010)
| Nombre                   | Procedencia    | Edad | Ocupación                      | Información     |
| ------------------------ | -------------- | ---- | ------------------------------ | --------------- |
| Nona Sivley              | Atlanta        | 29   | Sous chef                      | Ganadora        |
| Russell Kook             | Madison        | 29   | Sous chef                      | Finalista       |
| Jillian Flathers         | Pagosa Springs | 28   | Sous chef                      | 13.ª. expulsada |
| Trevor Trev McGrath      | Chicago        | 30   | Cocinero de línea/bartender    | 12º. expulsado  |
| Gail Novenario           | Wantagh        | 28   | Chef ejecutiva                 | 11.ª. expulsada |
| Sabrina Brimhall         | San Diego      | 22   | Chef                           | 10.ª. expulsada |
| Vincenzo "Vinny" Accardi | Queens         | 29   | Cocinero de línea              | 9º. expulsado   |
| Rob McCue                | Brooklyn       | 36   | Chef de buffet de abogados     | 8º. expulsado   |
| Boris Poleschuk          | Manalapan      | 38   | Chef de banquetes              | 7º. expulsado   |
| Melissa Doney            | Albany         | 31   | Sous chef                      | 6ª. expulsada   |
| Emily Kutchins           | Chicago        | 29   | Chef ejecutiva                 | 5ª. expulsada   |
| Louis Repucci            | Diamond Bar    | 28   | Chef de campamento infantil    | 4º. expulsado   |
| Ranjit "Raj" Brandston   | Queens         | 49   | Chef personal                  | 3º. expulsado   |
| Lewis Curtis             | Beebe          | 26   | Chef ejecutivo                 | 2º. expulsado   |
| Lisa LaFranca            | Brooklyn       | 48   | Directora de empresa de comida | 1ª. expulsada   |
| Antonia Boregman         | Chicago        | 29   | Cocinera de línea              | Abandonó        |

### Temporada 9 (2011)
| Nombre               | Procedencia   | Edad | Ocupación                  | Información     |
| -------------------- | ------------- | ---- | -------------------------- | --------------- |
| Paul Niedermann      | Davie         | 27   | Sous chef                  | Ganador         |
| Will Lustberg        | Jersey City   | 31   | Sous chef                  | Finalista       |
| Elise Wims           | Pittsburgh    | 26   | Cocinera de línea          | 15.ª expulsada  |
| Tommy Stevens        | Brewster      | 31   | Cocinero de línea          | 14º. expulsado  |
| Jennifer Normant     | Boston        | 34   | Chef profesional           | 13.ª. expulsada |
| Elizabeth Bianchi    | New York City | 27   | Cocinera de línea          | 12.ª. expulsada |
| Natalie Blake        | Harrodsburg   | 23   | Sous chef                  | 11.ª. expulsada |
| Carrie Keep          | Dallas        | 31   | Chef de despensa           | 10.ª. expulsada |
| Jamie Gregorich      | Braderton     | 24   | Sous Chef                  | 9ª. expulsada   |
| Jonathon Plumley (†) | Memphis       | 34   | Chef principal             | 8º. expulsado   |
| Krupa Patel          | Queens        | 30   | Chef privada               | 7ª. expulsada   |
| Monterray Keys       | Darby         | 34   | Cocinero de línea          | 6º. expulsado   |
| Gina Melcher         | Cape May      | 34   | Consultora de restaurantes | 5ª. expulsada   |
| Chino Chang          | Hatboro       | 39   | Chef ejecutivo             | 4º. expulsado   |
| Amanda Colello       | Sun City      | 26   | Chef personal              | 3ª. expulsada   |
| Brendan Heavey       | Hoboken       | 29   | Chef principal             | 2º. expulsado   |
| Steven Paluba        | Ridge         | 44   | Sauté chef                 | 1.er expulsado  |
| Jason Zepaltas       | Chicago       | 29   | Cocinero de línea          | Abandonó        |

### Temporada 10 (2012)
| Nombre           | Procedencia     | Edad | Ocupación                         | Información     |
| ---------------- | --------------- | ---- | --------------------------------- | --------------- |
| Christina Wilson | Filadelfia      | 32   | Chef de cuisine                   | Ganadora        |
| Justin Antitorio | Lyndhurst       | 29   | Sous chef                         | Finalista       |
| Dana Cohen       | River Vale      | 27   | Instructora culinaria profesional | 16.ª expulsada  |
| Barbie Marshall  | Filadelfia      | 34   | Chef                              | 15.ª expulsada  |
| Clemenza Caserta | Long Island     | 34   | Chef ejecutivo                    | 14º. expulsado  |
| Robyn Almodovar  | Hollywood       | 31   | Sous chef ejecutiva               | 13.ª. expulsada |
| Brian Merel      | Chicago         | 31   | Chef personal                     | 12º. expulsado  |
| Kimmie Willis    | Memphis         | 27   | Chef personal                     | 11.ª. expulsada |
| Tiffany Johnson  | Warren          | 30   | Sous Chef                         | 10.ª. expulsada |
| Royce Wagner     | Fort Lauderdale | 29   | Sous chef                         | 9º. expulsado   |
| Patrick Cassata  | Lombard         | 40   | Chef ejecutivo                    | 8º. expulsado   |
| Roshni Gurnani   | Boston          | 28   | Chef ejecutiva                    | 7ª. expulsada   |
| Guy Vaknin       | New York City   | 28   | Chef ejecutivo                    | 6º. expulsado   |
| Danielle Rimmer  | Bayonne         | 27   | Saucier                           | 5ª. expulsada   |
| Don Savage       | Houston         | 44   | Chef de cafetería                 | 4º. expulsado   |
| Briana Swanson   | New York City   | 32   | Chef personal                     | 3ª. expulsada   |
| Chris Carrero    | Queens          | 33   | Chef ejecutivo                    | 2º. expulsado   |
| Tavon Hubbard    | Washington D.C  | 22   | Chef ejecutivo                    | 1.er expulsado  |

### Temporada 11 (2013)
| Nombre                | Procedencia   | Edad | Ocupación                                    | Información    |
| --------------------- | ------------- | ---- | -------------------------------------------- | -------------- |
| Ja’Nel Witt           | Houston       | 31   | Chef ejecutiva                               | Ganadora       |
| Mary Poehnelt         | Belchertown   | 26   | Cocinera de línea/carnicera                  | Finalista      |
| Jon Scallion          | York          | 27   | Chef de cuisine                              | 17º. expulsado |
| Cyndi Staminirov      | Queens        | 25   | Chef principal                               | 16.ª expulsada |
| Susan Heaton          | Whittier      | 29   | Estudiante culinaria                         | 15.ª expulsada |
| Zach Womack           | Filadelfia    | 34   | Cocinero de línea principal                  | 14º. expulsado |
| Anthony Rodríguez     | New Orleans   | 27   | Chef de línea                                | 13º. expulsado |
| Nedra Harris          | Detroit       | 24   | Directora de cocina                          | 12ª. expulsada |
| Michael Langdon       | Plains        | 33   | Chef ejecutivo                               | 11º. expulsado |
| Ray Alongi            | Boston        | 51   | Chef ejecutivo                               | 10º. expulsado |
| Barrett Beyer         | Long Island   | 35   | Chef principal                               | 9º. expulsado  |
| Amanda Giblin         | Orange County | 28   | Chef ejecutiva                               | 8ª. expulsada  |
| Jacqueline Baldassari | Florence      | 27   | Repartidora                                  | 7ª. expulsada  |
| Dan Ryan              | Westchester   | 27   | Cocinero principal                           | 6º. expulsado  |
| Jessica Lewis         | New York City | 25   | Chef                                         | 5ª. expulsada  |
| Jeremy Madden         | Los Ángeles   | 22   | Chef principal                               | 4º. expulsado  |
| Danielle Boorn        | Atlanta       | 33   | Chef ejecutiva                               | 3ª. expulsada  |
| Christian Rosati      | Boston        | 38   | Cocinero de línea y preparador de sándwiches | 2º. expulsado  |
| Gina Aloise           | El Bronx      | 49   | Cocinera de línea                            | Abandonó       |
| Sebastián Royo        | Brooklyn      | 32   | Sous chef                                    | 1.º expulsado  |

### Temporada 12 (2014)
| Nombre             | Procedencia      | Edad | Ocupación                           | Información                     |
| ------------------ | ---------------- | ---- | ----------------------------------- | ------------------------------- |
| Scott Commings     | Woodstock        | 36   | Chef ejecutivo                      | Ganador                         |
| Jason Zepaltas     | Chicago          | 31   | Sous chef                           | Finalista                       |
| Melanie Finch      | Woodland Hills   | 24   | Cocinera de línea                   | 16.ª expulsada                  |
| Rochelle Bergman   | Riverside        | 27   | Chef                                | 15.ª expulsada                  |
| Joy Parham-Thomas  | Filadelfia       | 25   | Supervisora de cocina               | Abandonó                        |
| Kashia Zollicoffer | Carthage         | 23   | Cocinera de línea                   | 14.ª. expulsada                 |
| Michael Gabriel    | Spring           | 26   | Chef ejecutivo                      | Expulsado en mitad del servicio |
| Anton Testino      | Butler           | 39   | Chef principal                      | 13º. expulsado                  |
| Richard Mancini    | Bloomingdale     | 48   | Chef ejecutivo                      | 12º. expulsado                  |
| Sandra Flores (†)  | Queens           | 36   | Sous Chef                           | 11.ª. expulsada                 |
| Ralph Johnson      | Boston           | 28   | Chef de eventos especiales          | 10º. expulsado                  |
| Jessica Vogel (†)  | Sparta           | 29   | Cocinera de línea                   | 9ª. expulsada                   |
| Bev Lazo-Gonzalez  | Whittier         | 42   | Chef en food truck                  | 8ª. expulsada                   |
| Chris Eversole     | Las Vegas        | 27   | Cocinero de línea                   | 7º. expulsado                   |
| Beth Taylor        | Independence     | 43   | Cocinera de línea                   | 6ª. expulsada                   |
| Michael DeMarco    | Scranton         | 29   | Cocinero de línea                   | 5º. expulsado                   |
| Mike Aresta        | Keyport          | 38   | Instructor gastronómico profesional | 4º. expulsado                   |
| Simone Hammond     | Henderson        | 43   | Cocinera de buffet                  | 3ª. expulsada                   |
| Nicole Rutz        | Morganville      | 33   | Panadera                            | 2.ª expulsada                   |
| Gaurav Navin       | East Stroudsburg | 34   | Chef ejecutivo                      | 1.º expulsado                   |

### Temporada 13 (2014)
| Nombre             | Procedencia    | Edad | Ocupación                   | Información     |
| ------------------ | -------------- | ---- | --------------------------- | --------------- |
| La Tasha McCutchen | Winter Heaven  | 33   | Supervisora de cocina       | Ganadora        |
| Bryant Gallaher    | Virginia Beach | 29   | Líder de cocineros de línea | Finalista       |
| Sade Dancy         | Philadelphia   | 25   | Cocinera de línea líder     | 14.ª. expulsada |
| Jennifer Salhoff   | Filadelfia     | 33   | Chef privada                | 13.ª. expulsada |
| Roe DiLeo          | Dallas         | 33   | Chef principal              | 12.ª. expulsada |
| Brian Santos       | Boston         | 33   | Sous Chef                   | 11°. expulsado  |
| Sterling Wright    | Nashville      | 40   | Parrillero                  | 10°. expulsado  |
| Fernando Cruz      | La Quinta      | 28   | Chef ejecutivo              | 9º. expulsado   |
| Aaron Llamon       | Maynard        | 28   | Cocinero de línea líder     | Abandonó        |
| Frank Bilotti      | Staten Island  | 26   | Chef ejecutivo              | 8°. expulsado   |
| Steve Roshental    | Detroit        | 34   | Chef ejecutivo              | Abandonó        |
| Ashley Sherman     | Bethlehem      | 29   | Cocinera de línea líder     | 7ª. expulsada   |
| Katie McKeown      | Dallas         | 23   | Cocinera de línea           | 6ª. expulsada   |
| Kalen Morgenstern  | River Oaks     | 32   | Sous chef                   | 5ª. expulsada   |
| JR Robinson        | Washington D.C | 29   | Chef privado                | 4°. expulsado   |
| Denine Giordano    | Filadelfia     | 23   | Estudiante culinaria        | 3ª. expulsada   |
| Janai Simpson      | LaGrange       | 24   | Chef de eventos sociales    | 2ª. expulsada   |
| JP DeDominicis     | Boston         | 28   | Director de cocina          | 1.º expulsado   |

### Temporada 14 (2015)
| Nombre            | Procedencia  | Edad | Ocupación                         | Información     |
| ----------------- | ------------ | ---- | --------------------------------- | --------------- |
| Meghan Gill       | Roanoke      | 28   | Chef ejecutiva                    | Ganadora        |
| T Gregorie        | Atlanta      | 31   | Cocinera de línea                 | Finalista       |
| Michelle Tribble  | Dallas       | 22   | Cocinera de línea                 | 15.ª expulsada  |
| Milly Medley      | Filadelfia   | 33   | Chef ejecutivo                    | 14.° expulsado  |
| Nick Peters       | Stoneham     | 25   | Chef privado                      | 13°. expulsado  |
| Josh Trovato      | Brooklyn     | 24   | Chef de Cuisine                   | 12°. expulsado  |
| Alison Rivera     | Manhattan    | 27   | Sous chef                         | 11.ª. expulsada |
| Randy Bell        | Nashville    | 45   | Cocinero de línea                 | 10º. expulsado  |
| Christine Hazel   | Filadelfia   | 30   | Chef de banquetes                 | 9ª. expulsada   |
| Adam Livow        | Freehold     | 31   | Chef de parque de diversiones     | 8°. expulsado   |
| Bret Hauser       | Delray Beach | 30   | Sous chef                         | Abandonó        |
| Sarah Baumert     | Dallas       | 27   | Instructora culinaria profesional | 6ª. expulsada   |
| Katie McKeown     | Dallas       | 23   | Cocinera de línea                 | 7ª. expulsada   |
| Brendan Pelley    | Bedford      | 34   | Chef ejecutivo                    | 6°. expulsado   |
| Monique Booker    | Lynn         | 23   | Cocinera de línea                 | 5ª. expulsada   |
| Mieka Houser      | Olney        | 25   | Sous chef                         | 4ª. expulsada   |
| Michael Dussault  | Hartford     | 38   | Chef                              | 3°. expulsado   |
| Cameron Spagnolo  | Jersey City  | 33   | Chef de banquetes                 | 2°. expulsado   |
| Chrissa Schmerler | Bellmore     | 34   | Chef y dueña de food truck        | 1ª. expulsada   |

### Temporada 15 (2016)
| Nombre            | Procedencia    | Edad | Ocupación               | Información                     |
| ----------------- | -------------- | ---- | ----------------------- | ------------------------------- |
| Ariel Malone      | Hackensack     | 27   | Chef en club de country | Ganadora                        |
| Kristin Barone    | Chicago        | 27   | Cocinera de línea       | Finalista                       |
| Ashley Nickell    | Orlando        | 27   | Chef de cuisine         | 15.ª expulsada                  |
| Jared Bobkin      | Oak Park       | 28   | Cocinero de línea       | 14.° expulsado                  |
| Manda Palomino    | Atlantic City  | 30   | Sous chef               | 13.ª. expulsada                 |
| Dannie Harrison   | Filadelfia     | 30   | Cocinera de línea       | 12.ª. expulsada                 |
| Frank Cala        | Brooklyn       | 25   | Chef de La Marina       | 11.º expulsado                  |
| Jackie Fuchs      | Jersey City    | 32   | Cocinera de línea       | 10.ª. expulsada                 |
| Chad Gelso        | Filadelfia     | 25   | Sous chef               | 9º. expulsado                   |
| Joe Ricci         | Filadelfia     | 31   | Sous chef               | 8º. expulsado                   |
| Hassan Musselmani | Detroit        | 24   | Chef ejecutivo          | 7°. expulsado                   |
| Eddie Jaskowiak   | Filadelfia     | 27   | Sous chef               | 6º. expulsado                   |
| Alan Parker       | Lancaster      | 42   | Sous chef               | 5º. expulsado                   |
| Kevin Ridlon      | Warwick        | 29   | Director culinario      | Expulsado en mitad del servicio |
| Meese Davis       | Upper Darby    | 25   | Chef en colegio         | 4ª. expulsada                   |
| Vanessa Soltero   | Los Ángeles    | 33   | Chef de aeropuerto      | 3ª. expulsada                   |
| Sherkenna Buggs   | Grand Junction | 30   | Chef personal           | 2ª. expulsada                   |
| Mark Paras        | Anaheim        | 27   | Cocinero de línea       | 1°. expulsado                   |

### Temporada 16 (2016-2017)
| Nombre             | Procedencia    | Edad | Ocupación                              | Información     |
| ------------------ | -------------- | ---- | -------------------------------------- | --------------- |
| Kimberly-Ann Ryan  | Traverse City  | 29   | Chef de eventos                        | Ganadora        |
| Heather Williams   | Easton         | 26   | Sous Chef                              | Finalista       |
| Heidi Parent       | Auburn         | 34   | Chef ejecutiva                         | 16.ª expulsada  |
| Paulie Giganti (†) | Brooklyn       | 36   | Chef ejecutivo                         | 15.° expulsado  |
| Kimberly Roth      | Ontario        | 34   | Chef de sushi                          | 14.ª. expulsada |
| Andrew Pearce      | Prospect Park  | 27   | Sous Chef                              | 13º. expulsado  |
| Devin Simpson      | Mount Pleasant | 33   | Asistente de dirección de restaurantes | 12º. expulsado  |
| Wendy Mendez       | El Bronx       | 32   | Cocinera de línea/repostera            | 11.ª. expulsada |
| Matt Hearn         | Los Ángeles    | 27   | Sauté chef                             | 10º. expulsado  |
| Shaina Hayden      | Long Island    | 28   | Chef de banquetes                      | 9ª. expulsada   |
| Koop Wynkoop       | Carey          | 28   | Director de cocina                     | 8°. expulsado   |
| Johnny McDevitt    | Filadelfia     | 29   | Chef de hamburguesas                   | 7º. expulsado   |
| Aziza Young        | Harrisburg     | 34   | Directora de cocina                    | 6ª. expulsada   |
| Aaron Smock        | Frankenmuth    | 22   | Estudiante de gastronomía              | 5º. expulsado   |
| Gia Young          | Queens         | 31   | Catering chef                          | 4ª. expulsada   |
| Jessica Boynton    | Raleigh        | 32   | Chef universitaria                     | 3ª. expulsada   |
| Genaro Delillo (†) | Lebanon        | 26   | Sous chef                              | 2º. expulsado   |
| Pat Tortorello     | Belleville     | 27   | Cocinero de línea                      | 1°. expulsado   |

### Temporada 17:All Stars(2017-2018)
Nota: Los participantes de esta temporada regresan luego de haber llegado a la etapa de Black Jackets dentro de su temporada original 
| Nombre                             | Procedencia       | Edad | Información                     | Posición original |
| ---------------------------------- | ----------------- | ---- | ------------------------------- | ----------------- |
| Michelle Tribble (Temporada 14)    | New York City     | 26   | Ganadora                        | Tercer lugar      |
| Benjamin Knack (Temporada 7)       | San Antonio       | 41   | Finalista                       | Tercer lugar      |
| Nick Peters (Temporada 14)         | Newburyport       | 28   | 13º. expulsado                  | Quinto lugar      |
| Milly Medley (Temporada 14)        | Filadelfia        | 37   | 12°. expulsado                  | Cuarto lugar      |
| Robyn Almodovar (Temporada 10)     | Fort Lauderdale   | 36   | 11.ª. expulsada                 | Sexto lugar       |
| Jennifer Normant (Temporada 9)     | Burlington        | 40   | 10.ª. expulsada                 | Quinto lugar      |
| Elise Wims (Temporada 9)           | Stafford          | 33   | 9ª. expulsada                   | Tercer lugar      |
| Dana Cohen (Temporada 10)          | Emerson           | 32   | 8ª. expulsada                   | Tercer lugar      |
| Barbie Marshall (Temporada 10)     | Strasburg         | 39   | 7ª. expulsada                   | Cuarto lugar      |
| Van Hurd (Temporada 6)             | South Glastonbury | 34   | 6º. expulsado                   | Sexto lugar       |
| Manda Palomino (Temporada 15)      | Atlantic City     | 32   | 5ª. expulsada                   | Quinto lugar      |
| Giovanni Filippone (Temporada 5)   | Santa Rosa Beach  | 46   | 4º. expulsado                   | Sexto lugar       |
| Jared Bobkin (Temporada 15)        | Troy              | 31   | 3º. expulsado                   | Cuarto lugar      |
| Josh Trovato (Temporada 14)        | Los Ángeles       | 28   | Expulsado en mitad del servicio | Sexto lugar       |
| Ashley Nickell (Temporada 15)      | Orlando           | 29   | 2ª. expulsada                   | Tercer lugar      |
| Benjamin Ben Walanka (Temporada 5) | Overland Park     | 36   | 1º. expulsado                   | Cuarto lugar      |

### Temporada 18:Rookies vs Veterans(2018-2019)
Nota: Los participantes de esta temporada se dividen tanto en aquellos que intentan por primera vez como en veteranos que ya alguna vez habían participado
| Nombre                              | Procedencia     | Edad | Ocupación                                  | Información                     | Posición original |
| ----------------------------------- | --------------- | ---- | ------------------------------------------ | ------------------------------- | ----------------- |
| Ariel Contreras-Fox (Temporada 6)   | Brooklyn        | 35   | Chef de cuisine                            | Ganadora                        | Tercer lugar      |
| Mia Castro                          | MIami Beach     | 28   | Chef privada                               | Finalista                       | N/A (Rookie)      |
| Bret Hauser (Temporada 14)          | Fort Lauderdale | 34   | Chef personal                              | 11º. expulsado                  | 11.º lugar        |
| Chris Motto                         | Baton Rouge     | 35   | Chef ejecutivo                             | Abandonó                        | N/A (Rookie)      |
| Heather Williams (Temporada 16)     | Easton          | 28   | Chef ejecutiva                             | 10.ª. expulsada                 | Finalista         |
| Kanae Houston                       | Los Ángeles     | 25   | Sous Chef                                  | 9ª. expulsada                   | N/A (Rookie)      |
| Trevor "Trev" McGrath (Temporada 8) | New York City   | 37   | Chef principal                             | 8°. expulsado                   | Cuarto lugar      |
| Jose DeJesus                        | El Bronx        | 34   | Chef de cuisine                            | 7°. expulsado                   | N/A (Rookie)      |
| Scotley Innis                       | Atlanta         | 33   | Sous Chef                                  | 6°. expulsado                   | N/A (Rookie)      |
| Roe DiLeo (Temporada 13)            | Dallas          | 36   | Chef principal                             | 5ª. expulsada                   | Quinto lugar      |
| Gizzy Barton                        | Atlanta         | 31   | Sous Chef                                  | 4ª. expulsada                   | N/A (Rookie)      |
| T Gregoire (Temporada 14)           | Draper          | 34   | Chef/Directora de operaciones              | 3ª. expulsada                   | Finalista         |
| Chris Mendonca                      | Boston          | 25   | Chef ejecutivo                             | Abandonó                        | N/A (Rookie)      |
| Kevin Cottle (Temporada 6)          | Middletown      | 43   | Chef ejecutivo                             | 2°. expulsado                   | Finalista         |
| Jen Gavin (Temporada 4)             | Chicago         | 33   | Chef privada en conciertos de celebridades | Expulsada en mitad del servicio | Cuarto lugar      |
| Scott Popovic                       | Cleveland       | 39   | Chef ejecutivo                             | 1º. expulsado                   | N/A (Rookie)      |

### Temporada 19 (2021)
| Nombre            | Procedencia     | Edad | Ocupación           | Información                     |
| ----------------- | --------------- | ---- | ------------------- | ------------------------------- |
| Kori Sutton       | Puerto Vallarta | 37   | Chef ejecutiva      | Ganadora                        |
| Mary Lou Davis    | San Antonio     | 28   | Chef de cuisine     | Finalista                       |
| Declan Horgan     | Washington D.C  | 42   | Chef ejecutivo      | 14º. expulsado                  |
| Cody Candelario   | Sherman Oaks    | 35   | Sous Chef ejecutivo | 13°. expulsado                  |
| Amber Lancaster   | Chicago         | 30   | Chef ejecutiva      | 12.ª. expulsada                 |
| Nikki Hanna       | Wolfeboro       | 25   | Cocinera de línea   | 11.ª. expulsada                 |
| Jordan Savell     | Fort Worth      | 23   | Chef ejecutiva      | 10.ª. expulsada                 |
| Marc Quinones     | Albuquerque     | 37   | Chef ejecutivo      | 9°. expulsado                   |
| Adam Paulak       | Milwaukee       | 28   | Chef ejecutivo      | 8°. expulsado                   |
| Lauren Lawless    | San Diego       | 30   | Chef privada        | 7ª. expulsada                   |
| Syann Williams    | Atlanta         | 26   | Cocinera de línea   | 6ª. expulsada                   |
| Josh Oakley       | Denver          | 28   | Chef ejecutivo      | 5°. expulsado                   |
| Peter Martinez    | Palisades Park  | 38   | Sous Chef           | Expulsado en mitad del servicio |
| Brittani Ratcliff | Morehead        | 30   | Sous Chef ejecutiva | 4ª. expulsada                   |
| Drew Tingley      | Millmont        | 30   | Cocinero de línea   | Abandonó                        |
| Fabiola Fuentes   | Indio           | 32   | Cocinera de línea   | 3ª. expulsada                   |
| Eliott Sanchez    | Jersey City     | 23   | Chef privado        | 2°. expulsado                   |
| Kenneth McDuffie  | Filadelfia      | 35   | Chef privado        | 1°. expulsado                   |

### Temporada 20:Young Guns(2021)
| Nombre                  | Procedencia | Edad | Ocupación             | Información                     |
| ----------------------- | ----------- | ---- | --------------------- | ------------------------------- |
| Trenton Garvey          | Union       | 23   | Chef ejecutivo        | Ganador                         |
| Megan Gill              | Denton      | 22   | Cocinera de línea     | Finalista                       |
| Kiya Wilhelm            | Barrelville | 22   | Jefa de cocina        | 15.ª expulsada                  |
| Brynn Gibson            | Providence  | 21   | Cocinera de línea     | 14.ª. expulsada                 |
| Steve Glenn             | Midlothian  | 21   | Chef de partie        | 13°. expulsado                  |
| Antonio Ruiz            | Great Falls | 23   | Chef ejecutivo        | 12°. expulsado                  |
| Emily Hersh             | San Antonio | 22   | Cocinera de línea     | 11.ª. expulsada                 |
| Sam Garman              | Fleetwood   | 22   | Chef ejecutivo        | 10°. expulsado                  |
| Josie Clemens           | Milwaukee   | 22   | Chef privada          | 9ª. expulsada                   |
| Victoria Sonora         | Longmont    | 21   | Jr. Sous Chef         | 8ª. expulsada                   |
| Keanu Hogan             | Baltimore   | 23   | Chef privada          | 7ª. expulsada                   |
| Kevin Argueta           | Los Ángeles | 22   | Cocinero de línea     | Expulsado en mitad del servicio |
| Payton Cooper           | Lexington   | 21   | Sous Chef             | 6º. expulsado                   |
| Morgana Vesey           | Longmont    | 21   | Sous Chef             | 5ª. expulsada                   |
| Alex Lenik              | Chicago     | 22   | Cocinero de línea     | 4º. expulsado                   |
| Jay Smith               | Kansas City | 23   | Chef privado          | 3º. expulsado                   |
| Matthew Francis Johnson | Duluth      | 24   | Bloguero gastronómico | 2°. expulsado                   |
| Ava Harren              | Anchorage   | 22   | Chef principal        | 1ª. expulsada                   |

### Temporada 21:Battle of the ages(2022-2023)
Nota: Los participantes de esta temporada se dividen por edad (40 y algo vs 20 y algo) al comienzo de la temporada.
| Nombre                   | Procedencia      | Edad | Ocupación                           | Información    |
| ------------------------ | ---------------- | ---- | ----------------------------------- | -------------- |
| Alex Belew               | Murfreesboro     | 40   | Antiguo propietario de restaurantes | Ganador        |
| Dafne Mejia              | Los Angeles      | 29   | Chef ejecutiva                      | Finalista      |
| Alejandro Najar          | Barberton        | 28   | Chef ejecutivo                      | 16º. expulsado |
| Sommer Sellers           | Brooklyn         | 24   | Líder de cocineros de línea         | 15.ª expulsada |
| Cheyenne Nichols         | Louisville       | 21   | Sous chef                           | 14.ª expulsada |
| Tara Ciannella           | Congers          | 41   | Chef privada y caterer              | 13.ª expulsada |
| Sakari Smithwick         | Nueva York       | 22   | Pop-Up chef                         | 12º. expulsado |
| Brett Binninger-Schwartz | Dublin           | 24   | Chef ejecutivo                      | 11°. expulsado |
| Abe Sánchez              | Crosby           | 41   | Chef ejecutivo                      | 10º. expulsado |
| Vlad Briantsev           | Chicago          | 26   | Sous Chef                           | 9º. expulsado  |
| Ileana D'Silva           | Gloucester       | 23   | Sous Chef                           | 8ª. expulsada  |
| Mindy Livengood          | Liberty Township | 42   | Caterer                             | 7ª. expulsada  |
| Alyssa Osinga            | Chicago          | 23   | Cocinera de línea                   | 6ª. expulsada  |
| Billy Trudsoe            | Melbourne        | 40   | Chef principal                      | 5º. expulsado  |
| Nicole Gomez             | Los Angeles      | 46   | Chef privada                        | 4ª. expulsada  |
| O'Shay Lolley            | New Castle       | 44   | Chef ejecutivo                      | 3º. expulsado  |
| Zeus Gordiany            | Milford          | 48   | Chef ejecutivo                      | 2°. expulsado  |
| Charlene Sherman         | Worland          | 40   | Chef privada                        | 1ª. expulsada  |

### Temporada 22:The American Dream(2023-2024)
| Nombre                  | Procedencia      | Edad | Ocupación                           | Información    |
| ----------------------- | ---------------- | ---- | ----------------------------------- | -------------- |
| Ryan O'Sullivan         | Cork             | 28   | Chef                                | Ganador        |
| Johnathan Benvenuti     | Huntington Beach | 28   | Sous chef                           | Finalista      |
| Sammi Tarantino         | Columbus         | 25   | Chef principal y directora creativa | 16º. expulsada |
| Carmen Florencia Ibarra | Miami            | 29   | Chef                                | 15.ª expulsada |
| Dahmere Merriweather    | Filadelfia       | 29   | Chef                                | 14.ª expulsada |
| Leigh Orleans           | Alexandria       | 26   | Chef privada                        | 13.ª expulsada |
| Jason Hedin             | Milaca           | 35   | Chef ejecutivo                      | 12º. expulsado |
| Donya Taylor            | Long Island      | 28   | Caterer                             | 11°. expulsada |
| Ashley "Atoye" Johnson  | Bowie            | 35   | Chef privado y caterer              | 10º. expulsado |
| Sandra Gajovsky         | Elmwood Park     | 39   | Catering chef                       | 9º. expulsada  |
| Devon Rosenblatt        | Roanoke          | 29   | Chef ejecutivo                      | 8ª. expulsado  |
| Jermaine Wright         | Queens           | 31   | Chef privado                        | 7ª. expulsado  |
| Raneisha Conerly        | Foxworth         | 38   | Chef                                | 6ª. expulsada  |
| Bradley "Brad" Delgado  | Miami            | 25   | Caterer                             | 5º. expulsado  |
| Melissa Irons           | San Luis Este    | 34   | Chef privada                        | 4ª. expulsada  |
| Mattias Butts           | San Diego        | 28   | Chef                                | 3º. expulsado  |
| Claudia Diawara         | Atlanta          | 34   | Chef privada                        | 2°. expulsada  |
| Tad Walters             | Houston          | 28   | Chef                                | 1ª. expulsado  |

## Premios y nominaciones
| País           | Año  | Festival                            | Categoría                           | Receptor       | Resultado |
| -------------- | ---- | ----------------------------------- | ----------------------------------- | -------------- | --------- |
| Estados Unidos | 2007 | Premios Primetime Emmy              | Mejor Dirección de Arte             | Hell's Kitchen | Nominado  |
| Estados Unidos | 2008 | Premios Primetime Emmy              | Mejor música del tema principal     | Hell's Kitchen | Nominado  |
| Estados Unidos | 2009 | Premios Primetime Emmy              | Mejor serie no ficcional            | Hell's Kitchen | Nominado  |
| Estados Unidos | 2007 | Premios del Sindicato de Directores | Mejor música del tema principal     | Hell's Kitchen | Nominado  |
| Estados Unidos | 2008 | Premios del Sindicato de Directores | Mejor serie no ficcional            | Hell's Kitchen | Ganador   |
| Estados Unidos | 2008 | Teen Choice Awards                  | Mejor programa de variedades        | Hell's Kitchen | Nominado  |
| Estados Unidos | 2011 | Teen Choice Awards                  | Mejor telefilme                     | Hell's Kitchen | Nominado  |
| Estados Unidos | 2011 | Teen Choice Awards                  | Mejor personalidad de televisión    | Gordon Ramsay  | Nominado  |
| Estados Unidos | 2009 | ASTRA Awards                        | Personalidad Internacional Favorito | Gordon Ramsay  | Ganador   |